# طائر الجرس مكشوف الحلق
طائر الجرس مكشوف الحلق ( Procnias nudicollis ) هو نوع من الطيور ينتمي إلى فصيلة قطنجية . يوجد في الغابات شبه الاستوائية الرطبة والاستوائية في الأرجنتين والبرازيل وباراغواي. يتميز الذكر بريش أبيض وجلد أسود. أما الأنثى يكون لونها بنيًا زيتونيًا من الأعلى مع أجزاء سفلية صفراء مخططة. يتميز الذكر بواحد من أعلى أصوات الطيور المعروفة، حيث يصدر صوتًا يشبه صوت المطرقة التي تضرب السندان. يتغذى هذا الطائر بشكل أساسي على الفاكهة ويلعب دورًا في نثر بذور أشجار الغابات. يُعتبر هذا الطائر قريبًا من الانقرتض بسبب فقدان مواطنه وجمعه لتجارة الطيور الأليفة.

## صوته
يُصدر ذكر الطائر نداءً يُعدّ من أعلى الأصوات بين جميع الطيور، وهو صوت حادّ يُشبه صوت مطرقة تضرب سندانًا أو جرس. قبل إصدار مثل هذا النداء، يجب عليه أن يأخذ نفسًا عميقًا لزيادة ضغط الهواء في الأكياس الهوائية بين الترقوة المحيطة بقناة مجرى الهواء. يستغرق صغار الذكور وقتًا طويلًا لتعلم هذا النداء.

## موطنه
طائر الجرس مكشوف الحلق موطنه الأصلي البرازيل وباراغواي والأرجنتين. وبينما هو شائع في البرازيل وباراغواي، فهو نادر في الأرجنتين. في عام 2017، قُدِّر عدد الأفراد البالغين منه في الأرجنتين بأقل من 250 فردًا.
على عكس العديد من طيور الجرس الأخرى، تهاجر هذه الطيور موسميًا إلى ارتفاعات مختلفة في باراغواي وشرق البرازيل. تشير بعض الأدلة إلى أنها تهاجر أيضًا إلى جنوب شرق البرازيل والمناطق المجاورة لباراغواي، وأنها لا تزور سوى الأرجنتين.
موائلها الطبيعية هي الغابات المنخفضة الرطبة شبه الاستوائية أو الاستوائية، والغابات الجبلية الرطبة شبه الاستوائية أو الاستوائية. يفضل طائر الجرس مكشوف الحلق الغابات الأولية، ولكنه قد يتواجد أيضًا في الغابات الثانوية ذات أشجار الفاكهة، بالإضافة إلى بساتين المطاط المهجورة.
على الرغم من قلة أعداده، تم تصوير ذكر صغير في عام 2007 وهو يبحث عن الطعام في أحد حرم الجامعة الفيدرالية في ريو دي جانيرو، وهي بيئة حضرية غير عادية تقع على جزيرة اصطناعية بالقرب من خليج جوانابارا الملوث بشدة. تم رصد عينة أخرى سابقًا في عام 2005 في منتزه إيبيرابويرا في ساو باولو.

## سلوكه
تقضي طيور الكوتينجيد وقتًا قصيرًا نسبيًا في البحث عن الطعام بسبب نظامها الغذائي القائم على الفاكهة ،وبالتالي تقضي الكثير من وقتها في تنظيف ‏ ريشها، بالإضافة إلى الغناء أثناء فترة تكاثرها.

## نظامه عذائي
باعتبارها من الأنواع التي تتغذى على الفاكهة، تنشر هذه الطيور بذور النباتات التي تستهلكها في النظام البيئي للغابات المطيرة الأطلسية.
على الرغم من أن الطيور البالغة من نوع طائر الجرس لم تُشاهد إلا وهي تأكل الفاكهة، فقد سُجِّلت أيضًا وجود قواقع في معدته. ويُعتقد أن هذه القواقع كانت تُستهلك كمصدر للكالسيوم للإناث التي تضع البيض، حيث يستهلكها آكل الفاكهة ذو القشور.

## فقدان مواطنه
يُهدد فقدان موطنه الأصلي بسبب التحويل الزراعي وإزالة الغابات. لم يبقَ سوى 10% من موطنه التاريخي ضمن ست ولايات ساحلية برازيلية، من باهيا إلى بارانا ، بعد إزالة الغابات. وتشمل التهديدات الناشئة الأخرى التوسع الحضري والتصنيع وبناء الطرق.

### الصيد الجائر
يتعرض هذا الطائر أيضًا للتهديد بسبب الصيد الجائر المكثف للطيور في الأقفاص. وهو طائر الكوتينجيد الوحيد الذي يتم الاحتفاظ به على نطاق واسع كطائر أقفاص، وهو شائع في البرازيل.